# Juan El Caballo Loco
Juan El Caballo Loco (* 24. Juni 1998 in Santa Barbara, Kalifornien, Vereinigte Staaten) ist ein US-amerikanischer Pornodarsteller.

## Karriere und Leben
Juan besuchte vor Beginn seiner Karriere als Pornodarsteller eine weiterführende Schule und war in einem Café tätig. Im November 2016 kontaktierte er verschiedene Pornofilmunternehmen wie Bangbros.com, Brazzers, Reality Kings und andere per E-Mail, um sich um eine Arbeitsstelle als Pornodarsteller zu bewerben. Zunächst erhielt Juan keine Antworten, er entschied sich jedoch dafür sich immer wieder bei den betreffenden Unternehmen zu bewerben, bis schließlich Bang Bros reagierte und zusagte. Im März 2017 debütierte er als Darsteller in einem von BangBros produzierten Pornofilm mit Keisha Grey. Juans Beliebtheit liegt in der von ihm wegen seiner jugendlichen Erscheinung praktizierten Personifikation unschuldiger aber triebhafter Jugendlicher begründet. Bei Pornografiekonsumenten beliebt ist er wegen der von ihm in Filmen ausgeübten Sexualpraktik Cunnilingus, zumeist mit sogenannten MILF-Darstellerinnen. Seine Körpergröße von 1,65 m verleiht der von ihm praktizierten Verkörperung von Jugendlichen noch mehr Anschein von Wirklichkeit. Im Jahre 2018 erhielt er den AVN Award in der Kategorie Bester männlicher Newcomer. Ähnlich wie sein Vorbild Jordi El Niño Polla, begünstigte er durch seine Verkörperung männlicher Jugendlicher in Pornofilmen den Anstieg der Nachfrage nach Filmen des Genres MILF und solchen, die augenscheinlichen Inzest zum Gegenstand haben.

## Auszeichnungen
Gewonnene Auszeichnungen
- AVN Awards
  - 2018: Best Male Newcomer
- Urban X Awards
  - 2019: Male Newcomer

Nominierungen
- XBIZ Awards
  - 2018: Best Male Newcomer